# Lisa Hartman
Lisa Hartman, da sposata nota anche come Lisa Hartman Black (Houston, 1º giugno 1956), è un'attrice e cantante statunitense.

## Discografia
- 1976 - Lisa Hartman
- 1979 - Hold On
- 1982 - Letterock
- 1983 - Lisa Hartman (Reissue di Letterock)
- 1987 - 'Til My Heart Stops

## Filmografia parziale

### Cinema
- Benedizione mortale (Deadly Blessing), regia di Wes Craven (1981)
- Dove stanno i ragazzi (Where the Boys Are '84), regia di Hy Averback (1984)
- Flicka: Country Pride, regia di Michael Damian (2012) - direct-to-video

### Televisione
- Assassinio allo stadio (Murder at the World Series) - film TV (1977)
- Tabitha - 12 episodi (1977-1978)
- Love Boat (The Love Boat) - 5 episodi (1979-1981)
- Fantasilandia (Fantasy Island) - 5 episodi (1978-1981)
- La valle delle bambole (Jacqueline Susann's Valley of the Dolls) - miniserie TV (1981)
- California (Knots Landing) - 96 episodi (1982-1986)
- Ci siamo anche noi (Student Exchange) - film TV (1987)
- Bisturi per un amore (The Operation) - film TV (1990)
- Lo stretto indispensabile (Bare Essentials) - film TV (1991)
- Non di questo mondo (Not of This World) - film TV (1991)
- Gli occhi di Ivy (Search for Grace) - film TV (1994)
- Il figlio che non conosco (Someone Else's Child) - film TV (1994)
- Amori e dissapori (Back to You and Me) - film TV (2005)

## Doppiatrici italiane
Nelle versioni in italiano delle opere in cui ha recitato, Lisa Hartman è stata doppiata da:
- Simona Izzo in California (Ciji Dunne)
- Roberta Paladini in California (Cathy Geary Rush)
- Cristina Boraschi in Flicka, ragazza selvaggia

## Premi
- Academy of Country Music Awards
  - 1999: "Vocal Event of the Year - When I Said I Do" (con Clint Black)

## Vita privata
Dal 1991 è sposata con il cantante Clint Black.